# Beach 60th Street (línea Rockaway)
 Beach 60th Street   (también llamada Beach 60th Street – Straiton Avenue) es una estación en la línea Rockaway del Metro de Nueva York de la División B del Independent Subway System antes conocido como el Ramal Rockaway Beach. La estación se encuentra localizada en el barrio Arverne, Queens entre la Playa Calle 60 (Beach 60th Street) y Rockaway Freeway. La estación es servida en varios horarios por diferentes trenes del servicio .

## Enlaces externos

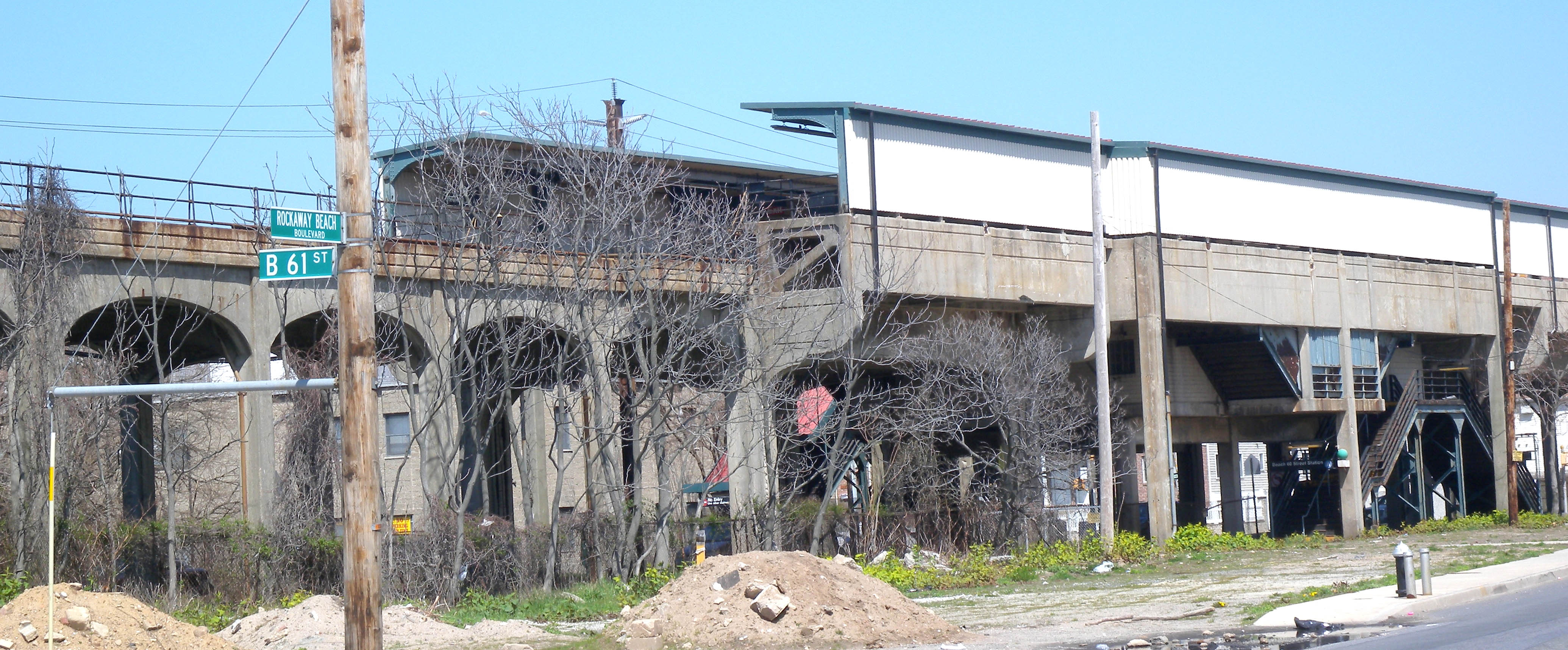
Escalera